# Jonesboro, Illinois
Jonesboro là một thành phố thuộc quận Union, tiểu bang Illinois, Hoa Kỳ. Năm 2010, dân số của thành phố này là 1821 người.

## Dân số
Dân số qua các năm:
- Năm 2000: 1853 người.
- Năm 2010: 1821 người.